# Neckera aequalifolia
Neckera aequalifolia är en bladmossart som beskrevs av C. Müller 1854. Neckera aequalifolia ingår i släktet fjädermossor, och familjen Neckeraceae. Inga underarter finns listade i Catalogue of Life.